# Leis Valérias-Horácias
Leis Valérias-Horácias (em latim: Leges Valeriae Horatiae) foram três leis particularmente favoráveis à plebe romana atribuídas, segundo a tradição, aos dois cônsules em 449 a.C., Lúcio Valério Potito e Marco Horácio Barbato, logo depois do colapso do Segundo Decenvirato depois da segunda secessão da plebe. É possível, mas menos provável, que elas tenham sido autoria dos dois cônsules em 509 a.C., Públio Valério Publícola e Marco Horácio Púlvilo.

## Leis
Parte doutrina do direito romano defende que estas leis eram falsificações analísticas.

### Lex Valeria Horatia de plebiscitis
Esta lei estabelecia que qualquer resolução aprovada em plebiscitos, ou seja, na Assembleia popular, seria vinculativa e obrigatória para todos os cidadãos. Esta tese, no entanto, é pouco crível de acordo com a doutrina, já que, na época, a plebe não tinha acesso às cortes, ou seja, estava fora da vida pública. Este eficácia geral só foi de fato reconhecida em 287 a.C. pela Lex Hortensia de plebiscitiis.

### Lex Valeria Horatia de provocatio
Ainda segundo a tradição, esta lei instituiu a o direito conhecido como provocatio, um instituto jurídico do direito romano que impedia que um condenado à morte pudesse transformar a pena capital em outra pena sem antes a aprovação da Assembleia popular. Todavia, são conhecidas pelo menos três Leges Valeriae de provocatione, uma (Lex Valeria de provocatio) de 509 a.C., uma em 449 a.C. e outra em 299 a.C., cada uma, obviamente, aprovada por um Valério diferente. Segundo a tese majoritária na doutrina, as primeiras duas são meras conjecturas e o provocatio só foi de fato criado em 300 a.C..

### Lex Valeria Horatia de tribunicia potestate
Com esta lei, que por vezes também é datada em 509 a.C., foi estabelecida a sacrossantidade (em latim: "sacrosanctitas"), ou seja, a inviolabilidade pessoal dos representantes da plebe: tribunos, edis e decênviros.